# Rue du Dix-Avril
Pour les articles homonymes, voir Dix-Avril.
La rue du Dix-Avril (en occitan : carrièra del Dètz d'Abril) est une voie de Toulouse, chef-lieu de la région Occitanie, dans le Midi de la France.

## Situation et accès

### Description
La rue du Dix-Avril est une voie publique. Elle se trouve dans le quartier de Marengo.
Elle naît perpendiculairement à la rue du Général-Jean-Compans. Longue de 552 mètres et large de 8 mètres, elle est parfaitement rectiligne et orientée au nord-est. Elle s'élève en suivant la pente du coteau du Calvinet : elle passe de 148 mètres d'altitude, à son origine, à 156 mètres, au carrefour de la rue Montcabrier, à 162 mètres face à l'église Saint-Sylve, et enfin 187 mètres, au pied du jardin Félix-Lavit.
La chaussée compte une seule voie de circulation, en sens unique entre la rue du Général-Jean-Compans et la rue Saint-Sylve, et à double-sens sur le reste du parcours jusqu'à l'avenue Camille-Flammarion. Elle appartient à une zone 30 et la vitesse y est limitée à 30 km/h. Il n'existe ni bande, ni piste cyclable, quoique la rue soit à double-sens cyclable.
La rue du Dix-Avril est parcourue, entre l'avenue Camille-Flammarion et la rue Peyte, par le sentier de grande randonnée 46 (GR 46), qui va de Tours à Toulouse. Il est prolongé, à l'ouest, par la rue Peyte, puis par le boulevard de Marengo, et, à l'est, par l'avenue Camille-Flammarion.

### Voies rencontrées
Le rue du Dix-Avril rencontre les voies suivantes, du sud au nord (« g » indique que la rue se situe à gauche, « d » à droite) :
1. Rue du Général-Jean-Compans
2. Rue Moiroud (g)
3. Rue Saint-Sylve (d)
4. Rue Montcabrier
5. Rue Peyte
6. Rue Garipuy (g)
7. Rue Honoré-Reille
8. Rue Urbain-Le Verrier (g)
9. Avenue Camille-Flammarion

### Transports
La rue du Dix-Avril se trouve à proximité des stations Marengo – SNCF et Jolimont, sur la ligne de métro . Près de la première se trouve une gare de bus qui abrite le terminus des lignes du Linéo L8 et du bus 14. Près de la deuxième se trouve le terminus de la ligne 37. Enfin, le long des boulevards de Bonrepos et de la Gare, se trouvent également les arrêts des lignes de bus 2327.
Il existe plusieurs stations de vélos en libre-service VélôToulouse à proximité de la rue du Dix-Avril : les stations no 5 (5 rue René-Leduc) et no 96 (50 rue du Général-Jean-Compans).

## Odonymie
Le nom de la rue est celui de la date de la bataille de Toulouse livrée le 10 avril 1814 entre les troupes napoléoniennes, dirigées par le général Jean-de-Dieu Soult, et les forces coalisés, menées par le général Arthur Wellesley, le futur duc de Wellington. Les principaux combats eurent lieu sur les pentes de la butte du Calvinet. Cela explique l'érection entre 1835 et 1839, dans le jardin Félix-Tisserand auquel aboutit la rue Dix-Avril, de l'obélisque – ou « Colonne » – en l'honneur des combattants de la bataille, dont le souvenir est conservé par l'avenue de la Colonne et la rue de l'Obélisque.
De même, plusieurs voies du quartier Marengo, aménagé entre au milieu du XIXe siècle, entre 1858 et 1865, ont reçu le nom de personnalités liées à la bataille de Toulouse, telles que la rue Bertrand-Clauzel, la rue du Général-Honoré-Gazan, la rue du Général-Jean-Pégot, la rue du Général-Taupin, la rue Honoré-Reille, rue Soult et la rue Dalmatie,, ou simplement des noms de personnalités de l'Empire, telles que la rue du Général-Jean-Compans et la rue du Baron-Antoine-Gros. En 1889, une rue au nord du quartier Marengo reçut même l'appellation de Mil-Huit-Cent-Quatorze.

## Patrimoine et lieux d'intérêt

### Maisons et immeubles
- no  24 : maison (deuxième moitié du XIXe siècle)[14].
- no  36 : maison (Édouard Frézouls, 1922)[15].
- no  40 : maison (deuxième moitié du XIXe siècle)[16].
- no  48 : maison (1937)[17].
- no  54 bis : maison (années 1930)[18].
- no  70 : villa des Tourelles (deuxième moitié du XIXe siècle)[19].
- no  75 : maison toulousaine (premier quart du XXe siècle)[20].
- no  81 : villa des Tourelles (années 1900)[21].
- no  87-89 : maisons de l'Observatoire (1895-1897)[22],[23].

### Église Saint-Sylve

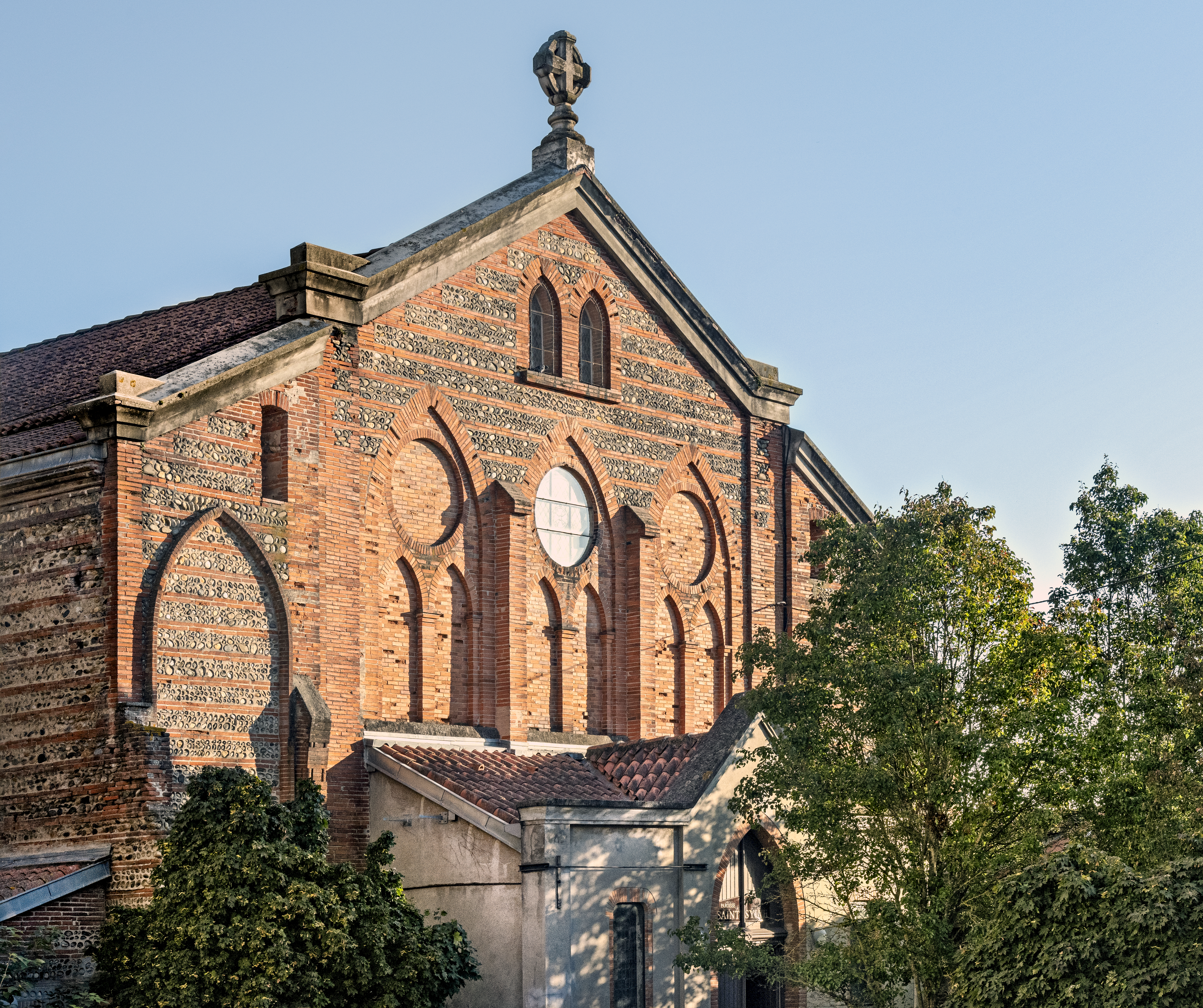
no 60 : façade ouest de l'église Saint-Sylve.

En 1860, alors que le quartier Marengo commence à se développer, surgit le projet de former une nouvelle paroisse et d'ériger une église, placée sous l'invocation de Sylve, évêque de Toulouse entre 360 et 400. Le premier curé de la paroisse en est Bernard Calvet (1820-1881), vicaire à Saint-Nicolas. Un bâtiment provisoire est construit entre 1861 et 1862, et il faut attendre 1868 pour que commencent les travaux de l'église actuelle, sur les plans de l'architecte Joseph Raynaud. Ils sont poursuivis entre 1902 et 1903 sous la direction de l'architecte Jullian, et le maître-autel est consacré par l'archevêque de Toulouse, Jean-Augustin Germain, mais restent inachevés : la dernière travée et le clocher-porche n'ont pas été réalisés, ainsi que le voûtement du chœur et de la nef. L'édifice est de style néogothique. Entre 1897 et 1920, il est orné de vitraux provenant des ateliers Gesta, Doumerc et Saint-Blancat. En 1952, un orgue du facteur Maurice Puget est installé sur une tribune,.

### Parc de la Villa-Méricant
Le parc de la Villa-Méricant est un jardin public. Il porte le nom de Louis Méricant (1830-), sculpteur sur ivoire, professeur et directeur-adjoint aux ateliers professionnels de l'Institut des aveugles (actuel Centre d'éducation spécialisée pour dysphasiques et déficients auditifs, no 25-29 rue des Trente-Six-Ponts). Il avait son atelier, l'Art du Tour, dans la rue des Arts (actuel no 26). Le parc, d'une superficie de 8 105 m², s'étend derrière le chevet de l'église Saint-Sylve, entre la rue du Dix-Avril et la rue Calvet. En 1919, le conseil municipal dirigé par Jean Rieux décide d'ouvrir deux colonies scolaires de vacances dans les propriétés de la villa des Rosiers et de la villa Méricant. Celle-ci accueillait 150 jeunes filles des écoles de la ville. Elle permettait de proposer des activités aux élèves qui restaient désœuvrés durant les vacances scolaires. À la suite de la fermeture de ces colonies de vacances, le parc est ouvert au public. Il compte une aire de jeux pour enfants ainsi qu'un boulodrome.